# Krefelder Fußball-Club Uerdingen 05 2018-2019
Questa voce raccoglie le informazioni riguardanti il Krefelder Fußball-Club Uerdingen 05 nelle competizioni ufficiali della stagione 2018-2019.

## Stagione
Nella stagione 2018-2019 l'Uerdingen, allenato da Stefan Krämer, Stefan Reisinger, Norbert Meier, Frank Heinemann e Heiko Vogel, concluse il campionato di 3. Liga all'11º posto.

## Rosa
| N. |                     | Ruolo | Calciatore          |
| -- | ------------------- | ----- | ------------------- |
| 1  | Germania (bandiera) | P     | René Vollath        |
| 4  | Germania (bandiera) | D     | Christopher Schorch |
| 5  | Germania (bandiera) | C     | Connor Krempicki    |
| 6  | Germania (bandiera) | A     | Kevin Großkreutz    |
| 7  | Germania (bandiera) | D     | Christian Dorda     |
| 8  | Germania (bandiera) | A     | Maurice Litka       |
| 9  | Germania (bandiera) | A     | Maximilian Beister  |
| 10 | Germania (bandiera) | C     | Patrick Pflücke     |
| 11 | Svizzera (bandiera) | C     | Roberto Rodríguez   |
| 13 | Germania (bandiera) | A     | Stefan Aigner       |
| 14 | Germania (bandiera) | C     | Necirwan Mohammad   |
| 15 | Germania (bandiera) | D     | Alexander Bittroff  |
| 16 | Germania (bandiera) | A     | Johannes Dörfler    |
| 17 | Germania (bandiera) | D     | Jan Holldack        |
| 19 | Germania (bandiera) | A     | Adriano Grimaldi    |

| N. |                         | Ruolo | Calciatore               |
| -- | ----------------------- | ----- | ------------------------ |
| 20 | Germania (bandiera)     | A     | Ali Ibrahimaj            |
| 21 | Germania (bandiera)     | A     | Samed Yeşil              |
| 22 | Germania (bandiera)     | P     | Tim Schneider            |
| 23 | Germania (bandiera)     | D     | Dennis Chessa            |
| 25 | Germania (bandiera)     | D     | Mario Erb                |
| 27 | Germania (bandiera)     | P     | Robin Udegbe             |
| 28 | Germania (bandiera)     | C     | Manuel Konrad            |
| 30 | Germania (bandiera)     | C     | Dennis Daube             |
| 31 | Polonia (bandiera)      | C     | Adam Matuszczyk          |
| 32 | Slovenia (bandiera)     | D     | Dominic Maroh            |
| 33 | RD del Congo (bandiera) | D     | Assani Lukimya-Mulongoti |
| 35 | Inghilterra (bandiera)  | A     | Osayamen Osawe           |
| 36 | Germania (bandiera)     | P     | Robin Benz               |
| 38 | Germania (bandiera)     | A     | Oğuzhan Kefkir           |

## Organigramma societario
Area tecnica
- Allenatore: Heiko Vogel
- Allenatore in seconda: Patrick Dippel, Frank Heinemann, Stefan Reisinger
- Preparatore dei portieri: Manfred Gloger
- Preparatori atletici: Fabian Illner

## Calciomercato

### Sessione estiva
| Acquisti | Acquisti          | Acquisti             | Acquisti |
| R.       | Nome              | da                   | Modalità |
| -------- | ----------------- | -------------------- | -------- |
| D        | Dominic Maroh     | Sconosciuta          |          |
| A        | Samed Yeşil       | Paniōnios            |          |
| C        | Patrick Pflücke   | Borussia Dortmund II |          |
| A        | Kevin Großkreutz  | Darmstadt            |          |
| C        | Dennis Daube      | Union Berlino        |          |
| A        | Ali Ibrahimaj     | Sandhausen           |          |
| C        | Manuel Konrad     | Dinamo Dresda        |          |
| A        | Maurice Litka     | St. Pauli            |          |
| C        | Necirwan Mohammad | Wiedenbrück          |          |
| D        | Robert Müller     | Aalen                |          |
| C        | Lukas Schelenz    | RB Lipsia            |          |

| Cessioni | Cessioni          | Cessioni              | Cessioni |
| R.       | Nome              | a                     | Modalità |
| -------- | ----------------- | --------------------- | -------- |
| A        | Joshua Endres     | F. Düsseldorf II      |          |
| C        | Kevin Pino Tellez | Rot-Weiß Erfurt       |          |
| D        | Leon Binder       | 1. FC Kaan-Marienborn |          |
| D        | Patrick Ellguth   | Straelen              |          |

### Sessione invernale
| Acquisti | Acquisti                 | Acquisti       | Acquisti |
| R.       | Nome                     | da             | Modalità |
| -------- | ------------------------ | -------------- | -------- |
| D        | Assani Lukimya-Mulongoti | Liaoning       |          |
| C        | Adam Matuszczyk          | Zagłębie Lubin |          |
| P        | Robin Udegbe             | RW Oberhausen  |          |
| A        | Adriano Grimaldi         | Monaco 1860    |          |
| C        | Roberto Rodríguez        | Zurigo         |          |
| A        | Osayamen Osawe           | Ingolstadt 04  |          |

| Cessioni | Cessioni         | Cessioni             | Cessioni |
| R.       | Nome             | a                    | Modalità |
| -------- | ---------------- | -------------------- | -------- |
| C        | Tanju Öztürk     | Hansa Rostock        |          |
| A        | Marcel Reichwein | TSV Steinbach Haiger |          |
| A        | Florian Rüter    | Alemannia Aquisgrana |          |
| D        | Robert Müller    | Energie Cottbus      |          |
| C        | Lukas Schelenz   | TSV Neudrossenfeld   |          |
| A        | Lucas Musculus   | Viktoria Colonia     |          |
| C        | Kai Schwertfeger | Straelen             |          |

## Risultati

### 3. Liga

#### Girone di andata
| Arbitro: | Kempkes |

|            |           |                              |
| Aigner 51’ | Marcatori | 24’, 57’ Müller 47’ Hufnagel |

| Arbitro: | Jöllenbeck |

|  |           |                          |
|  | Marcatori | 48’ Ibrahimaj 76’ Kefkir |

| Arbitro: | Rohde |

|                                     |           |                                  |
| Kefkir 52’ Dörfler 79’ Musculus 90’ | Marcatori | 16’ (aut.) Dorda 59’ Granatowski |

| Arbitro: | Zwayer |

|  |           |               |
|  | Marcatori | 90’ Ibrahimaj |

| Duisburg 24 agosto 2018, ore 19:00 CEST 5ª giornata | Uerdingen 05 | 0 – 0 referto | Sonnenhof G. | Schauinsland-Reisen-Arena (3 482 spett.)\| Arbitro: \| Brütting \| |
| Arbitro:                                            | Brütting     |               |              |                                                                    |

| Arbitro: | Stegemann |

|  |           |            |
|  | Marcatori | 78’ Öztürk |

| Arbitro: | Osmanagic |

|                       |           |          |
| Aigner 42’ Kefkir 78’ | Marcatori | 65’ Bahn |

| Arbitro: | Willenborg |

|                       |           |  |
| Gordon 28’ Pourié 61’ | Marcatori |  |

| Arbitro: | Kempter |

|            |           |                              |
| Aigner 70’ | Marcatori | 63’ Wachsmuth 75’ Antonitsch |

| Arbitro: | Bacher |

|              |           |                       |
| Andersen 90’ | Marcatori | 62’ Aigner 68’ Kefkir |

| Arbitro: | Bramlage |

|                 |           |            |
| Aigner 35’, 52’ | Marcatori | 38’ Starke |

| Arbitro: | Koslowski |

|                                 |           |  |
| Bergmann 43’ (rig.) Hemlein 56’ | Marcatori |  |

| Arbitro: | Hussein |

|  |           |                              |
|  | Marcatori | 22’ Oesterhelweg 79’ Wegkamp |

| Arbitro: | Schlager |

|                                  |           |             |
| Danneberg 63’ Álvarez 90’ (rig.) | Marcatori | 56’ Schorch |

| Arbitro: | Fritsch |

|  |           |                         |
|  | Marcatori | 34’ Dorda 41’ Ibrahimaj |

| Arbitro: | Müller |

|                       |           |  |
| Beister 6’ Kefkir 56’ | Marcatori |  |

| Arbitro: | Cortus |

|  |           |                     |
|  | Marcatori | 76’ Dorda 80’ Litka |

| Arbitro: | Osmers |

|                  |           |            |
| Beister 27’, 57’ | Marcatori | 45’ Soukou |

| Arbitro: | Heft |

|  |           |                               |
|  | Marcatori | 75’ (rig.) Beister 90’ Kefkir |

#### Girone di ritorno
| Arbitro: | Pfeifer |

|                                           |           |  |
| Schimmer 10’, 41’ Bigalke 45’ Winkler 57’ | Marcatori |  |

| Arbitro: | Schröder |

|  |           |                                     |
|  | Marcatori | 35’ Bachmann 58’ Gnaase 65’ Baumann |

| Arbitro: | Bacher |

|                                       |           |                       |
| Proschwitz 84’, 90’ (rig.) Kremer 88’ | Marcatori | 47’ Beister 73’ Osawe |

| Arbitro: | Kempkes |

|               |           |           |
| Rodríguez 50’ | Marcatori | 54’ Weber |

| Arbitro: | Schultes |

|                                    |           |                      |
| Janjić 35’, 63’ (rig.) Röttger 67’ | Marcatori | 9’ Beister 77’ Osawe |

| Duisburg 25 febbraio 2019, ore 19:00 CET 25ª giornata | Uerdingen 05 | 0 – 0 referto | Preußen Münster | Schauinsland-Reisen-Arena (3 636 spett.)\| Arbitro: \| Haslberger \| |
| Arbitro:                                              | Haslberger   |               |                 |                                                                      |

| Arbitro: | Osmers |

|                                            |           |  |
| Bahn 8’ (rig.), 76’ (rig.) Fetsch 13’, 34’ | Marcatori |  |

| Arbitro: | Sather |

|               |           |                                       |
| Rodríguez 40’ | Marcatori | 11’ Lorenz 28’ (rig.) Fink 63’ Pourié |

| Arbitro: | Hussein |

|                               |           |  |
| Wachsmuth 6’ (rig.) Bonga 89’ | Marcatori |  |

| Arbitro: | Bramlage |

|             |           |             |
| Beister 13’ | Marcatori | 20’ Dahmani |

| Jena 23 marzo 2019, ore 14:00 CET 30ª giornata | Carl Zeiss Jena | 0 – 0 referto | Uerdingen 05 | Ernst-Abbe-Sportfeld (4 436 spett.)\| Arbitro: \| Osmanagic \| |
| Arbitro:                                       | Osmanagic       |               |              |                                                                |

| Arbitro: | Schröder |

|                          |           |                                         |
| Beister 10’ Grimaldi 78’ | Marcatori | 16’ Pick 18’ Kühlwetter 54’, 73’ Thiele |

| Arbitro: | Bacher |

|             |           |                                  |
| Lindner 56’ | Marcatori | 5’ Beister 27’ Krempicki 40’ Erb |

| Arbitro: | Gerach |

|                    |           |                                  |
| Beister 78’ (rig.) | Marcatori | 6’ Álvarez 55’ Ouahim 59’ Blacha |

| Arbitro: | Alt |

|  |           |                                    |
|  | Marcatori | 22’ Schwenk 55’ Bär 75’ Feigenspan |

| Arbitro: | Schultes |

|                         |           |                                   |
| Slišković 71’ Sessa 81’ | Marcatori | 11’, 46’, 90’ Osawe 61’ Rodríguez |

| Arbitro: | Petersen |

|             |           |                   |
| Pflücke 22’ | Marcatori | 27’, 63’ Rangelov |

| Arbitro: | Haslberger |

|            |           |               |
| Hüsing 31’ | Marcatori | 40’ Krempicki |

| Arbitro: | Gasteier |

|                       |           |                                             |
| Dörfler 14’ Osawe 70’ | Marcatori | 6’ Diawusie 16’ (rig.) Schäffler 78’ Kyereh |

## Statistiche

### Statistiche di squadra
| Competizione | Punti | In casa | In casa | In casa | In casa | In casa | In casa | In trasferta | In trasferta | In trasferta | In trasferta | In trasferta | In trasferta | Totale | Totale | Totale | Totale | Totale | Totale | DR  |
| Competizione | Punti | G       | V       | N       | P       | Gf      | Gs      | G            | V            | N            | P            | Gf           | Gs           | G      | V      | N      | P      | Gf     | Gs     | DR  |
| ------------ | ----- | ------- | ------- | ------- | ------- | ------- | ------- | ------------ | ------------ | ------------ | ------------ | ------------ | ------------ | ------ | ------ | ------ | ------ | ------ | ------ | --- |
| 3. Liga      | 48    | 19      | 5       | 4       | 10      | 22      | 35      | 19           | 9            | 2            | 8            | 25           | 27           | 38     | 14     | 6      | 18     | 47     | 62     | -15 |
| Totale       | 48    | 19      | 5       | 4       | 10      | 22      | 35      | 19           | 9            | 2            | 8            | 25           | 27           | 38     | 14     | 6      | 18     | 47     | 62     | -15 |

### Andamento in campionato
| Giornata  | 1  | 2 | 3 | 4 | 5 | 6 | 7 | 8 | 9 | 10 | 11 | 12 | 13 | 14 | 15 | 16 | 17 | 18 | 19 | 20 | 21 | 22 | 23 | 24 | 25 | 26 | 27 | 28 | 29 | 30 | 31 | 32 | 33 | 34 | 35 | 36 | 37 | 38 |
| --------- | -- | - | - | - | - | - | - | - | - | -- | -- | -- | -- | -- | -- | -- | -- | -- | -- | -- | -- | -- | -- | -- | -- | -- | -- | -- | -- | -- | -- | -- | -- | -- | -- | -- | -- | -- |
| Luogo     | C  | T | C | T | C | T | C | T | C | T  | C  | T  | C  | T  | T  | C  | T  | C  | T  | T  | C  | T  | C  | T  | C  | T  | C  | T  | C  | T  | C  | T  | C  | C  | T  | C  | T  | C  |
| Risultato | P  | V | V | V | N | V | V | P | P | V  | V  | P  | P  | P  | V  | V  | V  | V  | V  | P  | P  | P  | N  | P  | N  | P  | P  | P  | N  | N  | P  | V  | P  | P  | V  | P  | N  | P  |
| Posizione | 17 | 9 | 4 | 2 | 3 | 2 | 1 | 1 | 6 | 3  | 2  | 3  | 3  | 7  | 5  | 4  | 3  | 3  | 3  | 3  | 4  | 4  | 5  | 5  | 5  | 6  | 6  | 9  | 10 | 10 | 12 | 9  | 10 | 11 | 8  | 11 | 10 | 11 |

Legenda:

Luogo: C = Casa; T = Trasferta. Risultato: V = Vittoria; N = Pareggio; P = Sconfitta.

### Statistiche dei giocatori
| S. Aigner            | 31 | 6  | 8  | 1 |
| M. Beister           | 31 | 10 | 5  | 1 |
| R. Benz              | 11 | 0  | 0  | 0 |
| A. Bittroff          | 11 | 0  | 2  | 0 |
| D. Chessa            | 6  | 0  | 2  | 0 |
| D. Daube             | 4  | 0  | 1  | 0 |
| C. Dorda             | 36 | 2  | 5  | 0 |
| J. Dörfler           | 23 | 2  | 4  | 1 |
| J. Endres            | 0  | 0  | 0  | 0 |
| M. Erb               | 21 | 1  | 9  | 0 |
| A. Grimaldi          | 4  | 1  | 1  | 0 |
| K. Großkreutz        | 34 | 0  | 11 | 0 |
| J. Holldack          | 14 | 0  | 3  | 0 |
| A. Ibrahimaj         | 10 | 3  | 1  | 0 |
| O. Kefkir            | 29 | 6  | 3  | 0 |
| M. Konrad            | 32 | 0  | 10 | 0 |
| C. Krempicki         | 31 | 2  | 7  | 0 |
| M. Litka             | 20 | 1  | 2  | 0 |
| A. Lukimya-Mulongoti | 14 | 0  | 2  | 0 |
| D. Maroh             | 26 | 0  | 3  | 0 |
| A. Matuszczyk        | 10 | 0  | 4  | 0 |
| N. Mohammad          | 3  | 0  | 1  | 0 |
| L. Musculus          | 8  | 1  | 0  | 0 |
| R. Müller            | 2  | 0  | 2  | 0 |
| O. Osawe             | 17 | 6  | 4  | 0 |
| P. Pflücke           | 19 | 1  | 2  | 0 |
| M. Reichwein         | 0  | 0  | 0  | 0 |
| R. Rodríguez         | 13 | 3  | 5  | 0 |
| L. Schelenz          | 0  | 0  | 0  | 0 |
| T. Schneider         | 0  | 0  | 0  | 0 |
| C. Schorch           | 19 | 1  | 6  | 0 |
| R. Udegbe            | 0  | 0  | 0  | 0 |
| R. Vollath           | 28 | 0  | 4  | 0 |
| S. Yeşil             | 2  | 0  | 0  | 0 |
| T. Öztürk            | 19 | 1  | 10 | 0 |